# Sturgill Simpson
Pour les articles homonymes, voir Simpson.
Sturgill Simpson, né le 8 juin 1978 à Jackson, dans le Kentucky, est un auteur-compositeur-interprète américain de musique country et de roots rock, dont le troisième album studio, A Sailor's Guide to Earth, remporte le Grammy Award du meilleur album country en 2017. Il est aussi acteur, ayant joué dans six films jusqu'à aujourd'hui, dont The Creator en 2023.

## Discographie

### Albums studio
- 2013: High Top Mountain (High Top Mountain, Loose)
- 2014: Metamodern Sounds in Country Music (High Top Mountain, Loose)
- 2016: A Sailor's Guide to Earth (Atlantic Records)
- 2019: Sound & Fury (Elektra Records)
- 2021: The Ballad of Dood and Juanita (High Top Mountain Records)

### Participation
Il est l'auteur et interprète de la chanson The Dead Don't Die écrite spécialement pour le film du même nom réalisé par Jim Jarmush et sorti en 2019. La chanson est utilisée de façon récurrente tout le long du film, de l'introduction au générique de fin. 

## Filmographie
- 2011 : Orca Park de Warren Lewis Allen et Willie Stewart : Jackson
- 2019 : The Dead Don't Die de Jim Jarmusch : un zombie
- 2019 : Queen and Slim de Melina Matsoukas : l'officier Reed
- 2020 : The Hunt de Craig Zobel :
- 2023 : The Creator de Gareth Edwards : Drew
- 2023 : Killers of the Flower Moon de Martin Scorsese : Henry Grammer (en)